# Orientais
Pour les articles homonymes, voir Oriental.
 (février 2010).
Les Orientais (Orientaux dans l'ancienne traduction, Easterlings ou Swarthy Men en anglais) sont dans l'univers fictif de l'écrivain britannique J. R. R. Tolkien un groupe de peuplades humaines de la Terre du Milieu. Originaires de la région de Rhûn, située dans l'est de la Terre du Milieu, ils furent alliés et tributaires de Morgoth, puis de son successeur Sauron. Ils attaquèrent régulièrement le Gondor au cours du Troisième Âge, en particulier lors de la guerre de l'Anneau. Plus généralement, le terme d'Orientaux s'applique à tous les peuples humains qui ne sont ni des Drúedain ni des Edain (ceux qui restèrent à l'est de la Terre du Milieu).

## Dénominations et étymologie
Au Premier surtout, mais aussi au Troisième Âge existent plusieurs dénominations pour évoquer les Orientaux. Ainsi, Tolkien utilisa les termes anglais suivants : Easterling(s) (traduit en français par : « Oriental(aux) »), Easterling Men et Eastern Men (« Hommes Orientaux »), Men of the East et Eastmen (« Hommes de l'Est »). La plupart de ces termes sont courants, mais easterling n'est pas usuel en anglais : c'est de fait à la base un terme anglo-saxon désignant au Moyen Âge, en Angleterre, les Hommes venus de l'Est, c'est-à-dire, à l'époque, essentiellement des marchands de la ligue hanséatique installée sur les rives de la mer Baltique. On le retrouverait surtout aujourd'hui dans le terme numismatique sterling. Tous ces termes sont génériques et utilisés assez indistinctement, quoique easterling possède des occurrences plus nombreuses.[réf. nécessaire]
On trouve aussi les noms Swarthy Men et Swart Men, dont la traduction en français reste approximative : « Hommes bistrés », « Hommes basanés », « Hommes sombres ». La forme anglaise swart, dont swarthy est un altération, provient de l'ancien anglais sweart, lui-même issu de la racine proto-indo-européenne *swordo- (que l'on retrouve par exemple dans le mot français sordide). Il est à noter, de plus, que le terme Swerting(s) utilisé pour désigner les Haradrim est traduit par « moricaud(s) » (connoté cependant depuis la colonisation) dans la version française des Lettres.
Enfin, au Premier Âge uniquement, le terme quenya Rómenildi, « Homme de l'Est », est utilisé.

## Histoire

### Premier Âge

#### Origines à l'Est des Montagnes Bleues
L'origine des Orientaux remonte aux origines des Humains. Des premiers qui s'éveillèrent dans l'Est lointain, près de la mer d'Helcar, en Hildórien certains partirent vers l'Ouest. Ces hommes furent connus comme les Trois Maisons des Edain (humains en elfique). Cependant, certains restèrent dans l'Est : ce sont les Orientaux. Et ils furent largement séduits par Morgoth.
Durant cette période, les Orientaux furent largement en contact avec les Nains, avec lesquels ils entretinrent des échanges ; ainsi le khuzdul, la langue des Nains influença de façon significative les dialectes orientaux. Il restait, parallèlement, de nombreux Elfes à l'Est de la Terre du Milieu : ce sont les Avari qui refusèrent de suivre les Valar.
Cette triple cohabitation peut s'appliquer jusqu'au frontières occidentales de Rhûn ; au-delà étaient aussi implanté des descendants des Edain (les Nordiques) qui n'avaient pas poussé plus avant leur voyage vers Beleriand, et des Drúedain. Les relations entre Orientaux et Edain étaient alors déjà mauvaises, car beaucoup d'Orientaux étaient dès cette époque sous le joug de Morgoth, le considérant très tôt comme un Dieu. Cette situation fut à l'origine de conflits répétés : les Edain (plus ou moins errants) étaient par conséquent « toujours en guerre ». Au contraire, plusieurs maisons naines de l'Est joignirent le pouvoir de Morgoth, ce qui contribua à les rapprocher des Orientaux.
Malgré cela, les relations entre Edain et Orientaux était parfois bien meilleures, notamment avec les Orientaux qui avaient refusé l'influence de Morgoth (la maison de Bor, par exemple). Des échanges se développèrent d'ailleurs avec le peuple de Bëor surtout, dont la culture montre un « mélange dans le passé avec des Hommes d'un autre genre », et dont la langue « contient beaucoup d'éléments étrangers ».

#### Incursions et installation en Beleriand
Par la suite, certains Orientaux décidèrent de se diriger à leur tour vers l'Ouest, vers le Beleriand. Ainsi est-il fait mention d'eux durant le Premier Âge :

« En ces temps les Orientaux, ou Rómenildi, comme les Elfes nommèrent ces nouveaux venus, étaient courts et trapus, et avaient les bras forts; leurs cheveux étaient noirs et longs; leurs peaux étaient jaunâtres et leurs yeux bruns; encore leurs mines n'étaient pas pour la plupart laides, quoique certains semblaient sinistres et féroces. Leurs maisons et tribus étaient nombreuses et certains avaient plus de sympathie pour les Nains des montagnes que pour les Elfes. Les fils de Fëanor, les Noldor, voyant la puissance croissante des armées de Morgoth, firent des alliances avec ces hommes et donnèrent leur amitié aux plus grands de leurs chefs, Bór et Ulfang. »

Arrivés en Lothland, en l'an 463 du Premier Âge selon la plupart des versions (bien que Karen Wynn Fonstad dans son Atlas of Middle-earth révisé en 1991 retienne la date 457 P.A.), rameutés en grand nombre par l'union de Maedhros pour faire face à la menace de Morgoth, les Orientaux restèrent environ 12 années à l'Est du Beleriand, le long des contreforts des Montagnes Bleues. Ils se dispersèrent ensuite.
On distingua alors deux grandes tribus orientales : celle de Bór et ses fils, qui se joignirent à Maedhros et Maglor, et la tribu d'Ulfang, qui prêta allégeance à Caranthir, mais qui se soumit parallèlement et secrètement à la volonté de Morgoth D'autres Orientaux entrèrent encore par la suite en Beleriand, presque tous déjà secrètement sous le joug de Morgoth ; cette arrivée constante augurait une nouvelle menace de Morgoth à l'encontre des Elfes.
C'est ce que pressentirent Galadriel et Celeborn, qui prônèrent le retrait des Elfes de Beleriand pour contrer le pouvoir de Morgoth en s'attirant l'amitié des peuples de l'Est : les Elfes Noirs (ou Avari) et les Orientaux. Mais ils ne furent guère écoutés par les autres Elfes, et les deux époux se retirèrent seuls de Beleriand avant la fin du Premier  Âge.
Finalement, les Orientaux trahirent les Ñoldor et se battirent contre eux aux côtés de Morgoth lors de la Nírnaeth Arnoediad, la Bataille des Larmes Innombrables. Les fils d'Ulfang furent fidèles à Morgoth et moururent des mains des fils de Bor qui, selon Le Silmarillion, restèrent fidèles aux Elfes (mais périrent à leur tour durant la bataille). Cette bataille se solda par une défaite des Elfes, qui furent submergés par la trahison des nombreux Orientaux :

« Pourtant ni loup, ni Balrog, ni Dragon n'auraient mené Morgoth à ses fins s'ils n'y avait eu la trahison des Humains. C'est l'heure où furent dévoilées les intrigues d'Ulfang. La plupart des soldats venus de l'Est firent demi-tour et s'enfuirent le cœur plein de mensonges et de peur, tandis que les fils d'Ulfang passèrent soudain du côté de Morgoth et se jetèrent sur les arrières des fils de Fëanor […] Mais des troupes fraîches d'Humains renégats sortirent des collines où Uldor les avait tenues cachées. »

Mais en 472, malgré leur allégeance à Morgoth, celui-ci enferma par la suite les Orientaux en Hithlum (Aryador dans la langue des Orientaux), où ils réduisirent en esclavage le reste du peuple de Hador). L'un des seigneurs les plus puissants de cette époque, le dénommé Brodda, épousa de force Aerin une parente de Húrin. D'autres Orientaux ouvertement liés à Morgoth affluèrent encore en Beleriand.
Après la guerre de la Grande Colère et la chute de Morgoth, les Orientaux furent quelque peu oubliés. Ceux qui survécurent retournèrent en Eriador et au-delà des Montagnes Blanches et de l'Anduin, dans le Rhovanion.

#### Version du Livre des Contes Perdus
Le [réf. à confirmer] Le Livre des contes perdus I parle aussi d'un certain Fankil (aussi Fangil), qui fut chargé par Melko de corrompre les Hommes. Ainsi, Fangil engendra la séparation entre les Elfes et les Hommes, qui s'enfuirent peu à peu dans la nature, formant des « tribus sauvages et féroces idolâtrant Fangil et Melko ».

### Second Âge

#### Premiers siècle et domination de Sauron
Au commencement du Second Âge, la majorité des descendants des Edain, notamment ceux issus du peuple de Hador, quittèrent la Terre du Milieu pour Númenor. C'est à cette époque que s'établit vraiment l'influence du Mal sur le reste de la Terre du Milieu : autant Morgoth durant son règne s'était concentré sur Beleriand, autant après sa chute, les nombreux Orientaux revenus en Beleriand semèrent véritablement la peur chez les autochtones.
Sauron refait surface en Terre du Milieu à partir de l'an 500 S. Â. et s'établit en Mordor autour de l'an 1000 S. Â. ; il envoie alors des émissaires parmi les Orientaux encore à l'Est de son royaume, et y met en place sa domination. Les rois orientaux le suivirent, comme leurs parents avaient suivi Morgoth. Sauron est de fait considéré, au même titre que Morgoth en son temps, comme un roi-dieu. Sous son impulsion les Orientaux s'arment et se multiplient. Sauron étend véritablement son influence à l'Est à partir des années 1800 S. Â.

« Presque tous les humains à l'est et au sud étaient sous son emprise. Ils devinrent forts et puissants, construisirent maintes cités et remparts de pierre, et ils étaient nombreux, ardents à la bataille et leurs armes étaient d'acier. Sauron était pour eux [les "humains à l'est et au sud"] un roi et un dieu et ils avaient en avaient grand peur, car il vivait dans une demeure entourées de flammes »

C'étaient des peuples considérés comme païens se tuant les uns les autres par vanité.
Il est possible qu'avant l'arrivée et l'installation des Númenóréens, les Orientaux aient été en guerre avec d'autres peuples. Le conte de Tal-Elmar (The Peoples of Middle-earth) fait ainsi référence à une guerre que la tribu de Tal-Elmar, installée près des bouches de l'Anduin, et alliée à un « roi du Nord » (en anglais : "North King"), qui mena au Second Âge une guerre contre un peuple de l'Est. « Un peuple étrange, plein de haine et orgueilleux, dont on disait dans les terres de l'ouest qu'ils venaient de l'Est ». Elmar est sans doute une femme de ce peuple.
Il existait cependant aussi des descendants des Orientaux au Nord d'Eriador, issus du peuple de Bor. En effet, dans les Annales Grises, « il est dit que du peuple de Bor vinrent les plus anciens Hommes qui s'installèrent dans le nord d'Eriador au Second Âge ». Le même passage affirme, de plus, qu'ils étaient assez doués en tant que « cultivateurs » (en anglais : tillers). Certaines études supposent que ce fut les Ent-femmes qui leur enseignèrent ce savoir. La descendance de cette branche d'Orientaux est cependant incertaine.
De plus, certaines tribus orientales (ainsi que la plupart des Hommes non Orientaux, comme les Drúedain par exemple) essayèrent de résister à l'influence de Sauron, mais ceux-ci durent fatalement fuir dans les forêts et les montagnes.

#### Les Orientais et l'arrivée des Númenóréens
Après l'arrivée des Númenóréens en Terre du Milieu en 600 S. Â., on a peu de renseignements concernant les Orientaux. Cette période fut cependant marquée par une contestation du pouvoir de Sauron sur la Terre du Milieu. Il est concevable que, comme certains autochtones, les Orientaux eurent des échanges avec les Númenoréens, notamment au niveau des côtes occidentales du Harad et Proche Harad, et les Númenoréens établirent de « grandes colonies » principalement l'Umbar, fondé aux alentours de 1800 S. Â. En témoigne, au Troisième Âge, l'usage du mot Mûmak par les Hommes du Gondor. De même, les Númenoréens apportèrent aux Hommes de Terre du Milieu de nouvelles techniques et cultures : « ils leurs apportèrent la vigne et le blé, apprirent aux Hommes à planter les semences, à moudre le grain et à ordonner leur vie du mieux qu'il était possible sur une terre où la mort était prompte et le bonheur fugitif ».
Parallèlement, les Númenoréens entreprirent des voyages très loin à l'Est de la Terre du Milieu, la contournant par le Sud et la Mer de l'Est (en anglais : east Sea), par bateau, et même à l'aide de bateaux volants à l'origine destinés à atteindre la Voie Droite. Ils arrivèrent finalement aux Portes du Matin, à l'extrême Est. Cependant, à chaque fois qu'ils accostaient, ils étaient frappés par la désolation des terres. C'est aussi l'époque de la Guilde des Aventureux du roi Númenoréen Tar-Aldarion.

« […]les voyages des Dúnedain les menaient toujours vers l'Est, depuis les ténèbres du Nord jusqu'aux chaleurs du Midi et au-delà du Sud, jusqu'aux Ténèbres d'En Bas. Ils allèrent même sur les mers intérieures, contournèrent la Terre du Milieu et aperçurent depuis leurs hautes proues les Portes du Matin à l'Orient. Les Dúnedain touchaient parfois aux plages des Grandes Terres et ils avaient pitié de ce monde abandonné. »

Les Númenoréens fondèrent ainsi des colonies, des forts et des ports sur les côtes Est, en contact avec les Orientaux : de cette façon, les « capitaines et les chefs de guerre revenus de l'Est » à Númenor pouvaient avertir le roi des mouvements de troupes ennemies. Cependant, parmi tous ces seigneurs installés au Sud et à l'Est, la plupart était sous la coupe de Sauron, ou du moins tombèrent plus tard sous son pouvoir, si bien que de nombreux descendants de Númenoréens composaient, avec les Orientaux, les cohortes d'Hommes que Sauron faisait venir de l'Est et du Sud pour la guerre.

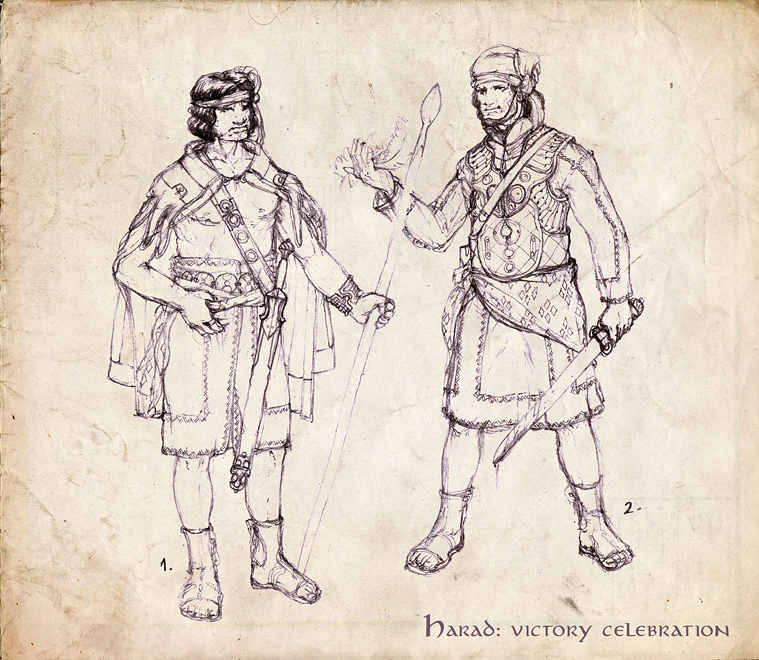
Scène représentant deux Haradrim par Merlkir

Ces seigneurs étaient relativement puissants et possédaient une influence sur les populations locales ; c'est notamment alors que les renégats Númenoréens Herumor et Fuinur prirent la tête de l'armée des Haradrim. Cependant, pour éviter la confrontation avec les Elfes, les Númenoréens avaient souvent préféré s'installer « loin vers le Sud », et ils ne participaient donc pas directement aux conflits de la fin du Second Âge.
L'Umbar fut, de fait, à la chute de Númenor, rapidement conquis par les populations belliqueuses locales, bien que parallèlement subsista un genre d'aristocratie constituée de Númenoréens renégats.

« Sauron fit venir de ses serviteurs de l'Est et du Sud, parmi eux beaucoup étaient de la race de Númenor, car au temps où ils avaient vécu là-bas le peuple presque tout entier avait tourné son cœur vers les ténèbres. Ainsi, nombre de ceux qui étaient partis vers l'Est à cette époque et qui avaient construit les forts et les ports de la côte étaient déjà soumis à son pouvoir et le servirent volontiers. »

#### Guerre de la Dernière Alliance
À la fin du Second Âge, de nombreux Orientaux rejoignirent les armées du Mordor, qui furent pourtant finalement défaites à la chute de Sauron. Il est dit qu'alors une partie des Hommes anciennement soumis à Sauron « se détournèrent du Mal et devinrent les sujets des héritiers d'Elendil ». Pourtant, beaucoup d'Orientaux gardèrent encore durablement leur allégeance à Sauron et une haine vive des Hommes de l'Ouest, qui restèrent dans les mémoires et reparurent ouvertement au Troisième Âge.
Par ailleurs, après sa défaite, Sauron qui ne peut plus pour un temps prendre de forme physique se réfugie quelque part à l'Est. Mais il ne semble pas avoir eu de contact avec les Orientaux, puisque réfugié dans des régions désertes.

### Troisième Âge
Au commencement du Troisième Âge, on peut considérer qu'une grande partie des Orientaux à l'Est de Mordor est encore très fortement soumise à la volonté et au pouvoir de Sauron (bien que celui-ci soit "déchu"). Il résistait cependant encore « quelques tribus d'Hommes qui s'étaient rebellés contre le culte de Melkor », auxquelles les deux Mages Bleus devaient porter secours. De même, des régions du Harad proches du Gondor mirent en place une sorte de résistance face à Sauron.
Après la défaite de Sauron, les Orientaux connurent des guerres intestines : le pouvoir supérieur de Sauron, qui permettait une alliance des tribus, ayant disparu, les Orientaux se battent entre eux pour prendre cette place laissée libre. Ces guerres poussèrent certains Orientaux à migrer plus à l'Ouest, mais avec toujours la même haine xénophobe envers les autres peuples. Il en résulte les premières attaques contre les populations de Rhovanion et du Gondor.

#### Premières attaques des Orientaux
La première invasion du Gondor par les Orientaux eut lieu en 490 T. Â. et fut repoussée par le roi Tarostar qui prit par la suite le surnom de Rómendacil Ier (en quenya : « Vainqueur de l'Est ») ; mais il périt en 541, toujours en combattant les Orientaux. Son fils Turambar le vengea : il repoussa les Orientaux et conquit toute la région comprise entre l'Anduin et la mer de Rhûn au sud de la Forêt Noire, c'est-à-dire les Terres Sauvages (incluant donc le Dorwinion) juste à l'est des Terres Brunes, et soumit le Rhovanion. Étant trop peu peuplé, le Gondor ne conserva guère longtemps ces terres, qui restèrent cependant en partie occupées par un peuple allié, les Northmen, qui devaient être une « défense contre les Hommes de l'Est » et une protection pour le Gondor sujet à de nombreuses attaques (au sud notamment). La population de Northmen s'accroît alors en cette période de paix.
Cependant, des Northmen s'allièrent aux Orientaux, par appât du gain ou par conviction, et les Hommes de l'Est commencèrent à occuper de nouveau le sud du Rhovanion. Le régent Minalcar leva donc une grande armée et, en 1248 T. Â., il chassa les Orientaux de la région. On n'entendit plus parler d'eux pendant plusieurs siècles, jusqu'à l'arrivée des Gens-des-Chariots. Il prit par la suite le nom de Romendacil II, en référence à son ancêtre Rómendacil Ier.

#### Chronologie indicative
Troisième Âge
- de 490 à 492 : Les Orientaux envahissent le Gondor pour la première fois.
- 500 : Les Orientaux sont repoussés par Romendacil Ier.
- 541 : le roi Romendacil Ier est tué par les Orientaux.
- v. 550 : Le roi Turambar de Gondor défait les Orientaux ; le Rhovanion est soumis au Gondor.
- vers 830 : Le roi Falastur conquiert le Harondor (ou "Gondor du Sud"), qui sera par la suite longtemps une terre litigieuse entre Gondor et Harad.

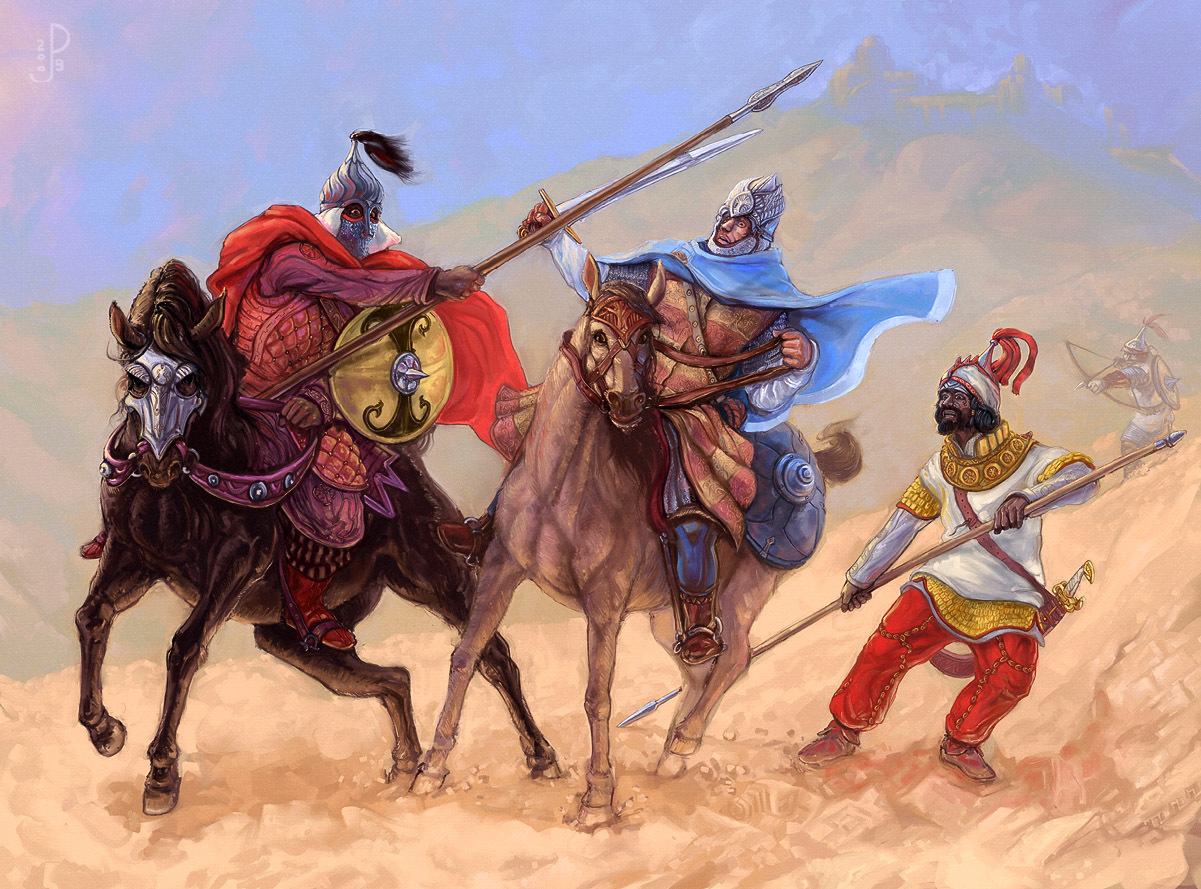
Un Gondorien pris en embuscade par trois Haradrim par Merlkir ; cette scène évoque les tensions existantes en Harondor dès 830 TA

- 933 : Ëarnil Ier assiège et reprend l'Umbar, ancienne colonie númenoréenne.
- vers 1000 : Les Istari accostent en Terre du Milieu ; les deux Mages Bleus, Alatar et Pallando se rendent dans l'Est en compagnie de Saruman, mais n'en reviendront pas. Sauron s'établit en Dol Guldur.
- 1015 : L'Umbar est assiégé par les Haradrim et le roi Ciryandil meurt au combat en Haradwaith, mais la cité résiste[36]
- 1050 : Le roi Ciryahir du Gondor conquiert le Harad et les territoires entourant le port d'Umbar et prend le nom de Hyarmendacil Ier ("Vainqueur du Sud"). Les rois du Harad rendent allégeance au roi du Gondor. Des fils de seigneurs Haradrim sont envoyés comme otages à la Cour du Gondor[37]. Des échanges se développent entre le Gondor et les royaumes du Harad, bien que ceux-ci restent purement intéressés et ne témoignent d'aucune amitié entre les peuples[38]. C'est l'apogée du Gondor.
- 1248 : Minalcar chasse une nouvelle fois les Orientaux de Rhovanion.
- XVe siècle : Rébellions dans les provinces du Sud[39].
- 1447 : Castamir l'Usurpateur est tué, mais ses fils et ses partisans prennent possession de l'Umbar qui devient un royaume indépendant. Pélargir est prise par les forces de l'Umbar.
- 1447 à 1448 : Siège de l'Umbar par le Gondor.
- 1448 : Le Gondor reprend possession de Pelargir. Castamir l'usurpateur fuit le Gondor pour l'Umbar, dont il prend possession ; il en fait un « refuge pour tous les ennemis du roi [du Gondor] » et organise des raids contre le Gondor[35].
- 1540 : Guerre entre le Gondor et le Harad (allié à l'Umbar) ; le roi Aldamir est tué.
- 1551 : Le roi Vinyarion est de nouveau vainqueur du Harad ; il prend le nom de Hyarmendacil II en hommage à son aïeul.
- 1634 : Les pirates d'Umbar ravagent Pelargir menés par les arrière-petits-fils de Castamir, Angamaitë et Sangahyando ; le roi Minardil est tué.
- 1636 : La Grande Peste venue de l'Est[40], où elle a fait d'importants ravages[41], décime le Gondor, le Rhovanion et la Comté.
- vers 1810 : Des guerres intestines éclatent entre les seigneurs du Harad[42].
- 1810 : Les Corsaires d'Umbar attaquent les côtes de l'Anfalas. En réponse, le roi Telumehtar Umbardacil rassemble ses forces armées et reconquiert l'Umbar ; il en chasse les Corsaires[35].
- entre 1850 et 1851 : Première attaque des Gens-des-Chariots sur le Gondor sous l'impulsion de Sauron.
- 1856 : Défaite lors de la Bataille des Plaines : le Gondor perd ses territoires orientaux (sauf l'Ithilien) et son roi Narmacil II tombe au combat. Les populations du Rhovanion sont asservies.
- 1899 : Le roi Calimehtar du Gondor chasse pour un temps les Gens-des-Chariots ; bataille de Dagorlad. Les Gens-des-Chariots conservent cependant sous leur influence une partie du Rhovanion méridional. Vers la même période, les Gens-des-Chariots font alliance avec les Hommes du Khand et du Proche Harad, sous l'influence de Sauron et grâce à leur haine commune du Gondor[43].
- entre 1899 et 1944 : Presque plus aucune nouvelle ne parvient de l'Est au Gondor[44].
- 1944 : Une grande armée composée de Gens-des-Chariots fraîchement arrivés de l'Est[45], de leurs cousins de Rhovanion, et de Variags de Khand s'amasse au Sud de la Mer de Rhûn[46]. Attaque coalisée des Gens-des-Chariots, des Variags et des Haradrim sur le Gondor. Le roi Ondoher est tué au combat avec ses deux fils. Le général Eärnil défait l'ennemi au sud de l'Ithilien et repousse les Gens-des-Chariots dans les Marais des Morts (Bataille du Camp). Arvedui revendique la couronne du Gondor, mais celle-ci est attribuée à Eärnil.
- 2063 : Sauron est chassé de Dol Guldur.
- 2460 : Sauron regagne Dol Guldur.
- 2509 : les Balchoth s'amassent au Sud de la Forêt Noire.
- 15 avril 2510 : Les Balchoth, un peuple d'Orientaux, et d'autres Orientaux envahissent le Gondor, où ils conquièrent une grande part du Calenardhon, mais ils sont battus in extremis par les Eorl le Jeune, venu au secours de l'Intendant Cirion, durant la Bataille des champs du Celebrant. Cirion lui offre en récompense la province du Calenardhon pour son peuple. Eorl fonde le royaume de Rohan.
- de 2758 à 2759 : Des Orientaux traversent l'Anduin et attaquent le Rohan, qui subit déjà l'assaut des Dunlendings ; on peut évidemment supposer une alliance entre ces deux peuples, ou bien un ordre commun de Sauron. Parallèlement, trois grandes flottes quittent les côtes de l'Umbar et du Harad pour attaquer le Gondor ; une partie des Suderons débarque à l'embouchure de l'Isen et participe à l'attaque du Rohan. Les troupes ennemies sont finalement défaites, et de nombreux Orientaux mourront surpris par la fonte rapide des neiges, à la suite du Long Hiver.
- 2885 : Les Haradrim franchissent le fleuve Poros et attaquent le Gondor.
- entre 2957 et 2980 : Aragorn erre à travers la Terre du Milieu, l'Est inclus.
- 20 juin 3018 : Les armées de Sauron, dont des Orientaux, lancent une attaque sur Osgiliath ; la rive Est de la ville est prise.
- 3019 : Guerre de l'Anneau : Sauron et ses alliés humains Orientaux et Haradrim sont défaits in extremis au cours de la bataille des Champs du Pelennor, et sa puissance est détruite définitivement devant la Porte Noire lors de la destruction de l'Anneau. Aragorn conquiert de vastes territoires à l'Est et au Sud.

## Peuples

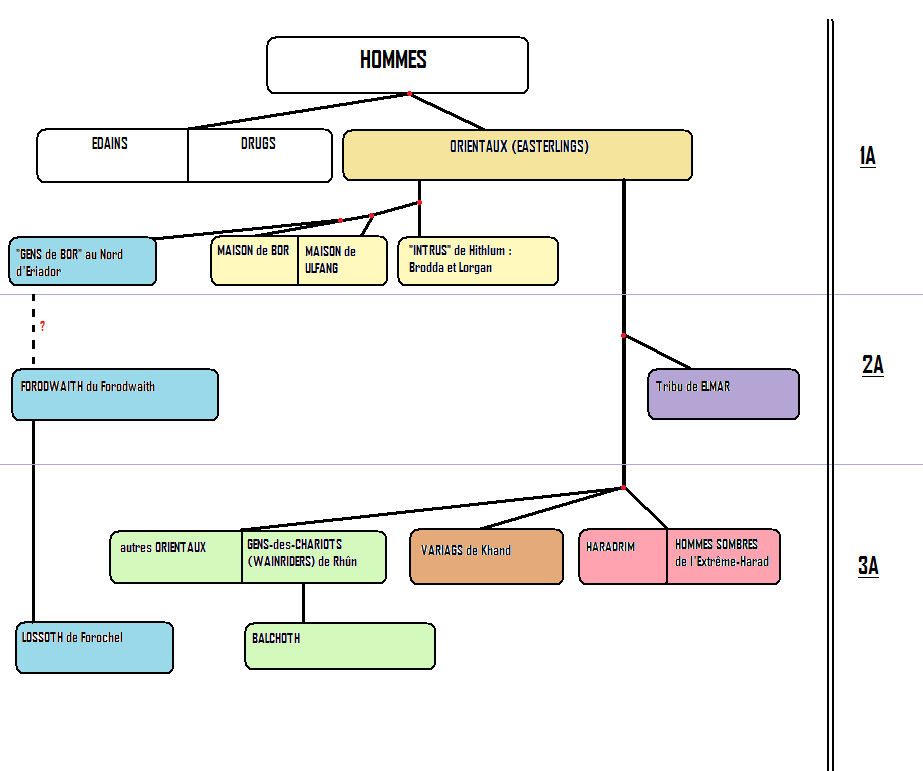
Diagramme des divisions des Orientaux de Terre du Milieu

### Premier Âge
Les Orientaux du Premier Âge (Easterlings ou Eastrons) qui passèrent en Beleriand venaient du Sud et de l'Est par le biais de l'Eriador, et y entrèrent par le Nord des Montagnes Bleues. Ils étaient très nombreux et de cultures diverses, en majorité craintifs, et préféraient la compagnie des Nains à celle des Elfes, qu'il nommaient « blanc-démons » Leur teint était « basané » (d'où l'appellation Swarthy Men) ou « jaunâtre », et leurs yeux et leurs cheveux étaient « noirs ». Le caractère des femmes chez ces populations était relativement éloigné de chez la plupart des Edain (ou même des Elfes), les femmes étant considérées comme : « fières et barbares » ; on peut cependant rapprocher cette particularité avec le peuple de Haleth où des femmes (Haleth notamment) exercèrent une véritable autorité et un rôle guerrier. On peut citer les tribus et groupes suivants.

#### Maison de Bor
Ce peuple s'est constitué autour de Bor, un seigneur oriental, et de ses fils. C'était un peuple fidèle (Bor serait dérivé de la racine elfique BOR- "perdurer"), et plus proche des Elfes que celui d'Ulfang. Ils vivaient apparemment surtout de l'agriculture. Ils combattirent contre Morgoth lors des Nírnaeth Arnoediad.
On sait peu de choses sur eux, si ce n'est qu'ils furent à l'origine d'un peuple au nord d'Eriador. Diverses hypothèses ont été formulées quant à cette postérité. Pour certains, ce peuple est identifié aux Forodwaith (eux-mêmes à l'origine des Lossoth) ; mais « the Grey Annals » (dans The War of the Jewels) place l'événement au Second Âge tandis que Le Seigneur des anneaux, antérieur aux Annales Grises, fait "cohabiter" les Forodwaith avec Morgoth, donc les fait exister au Premier Âge. On arrive ainsi à une incohérence, d'autant que les données du Seigneur des anneaux peuvent être considérées comme fixées, puisque publiées. Pour d'autres, cette branche du peuple de Bor serait à l'origine des Hillmen (« Hommes des collines »), un peuple mal connu qui combattit aux côtés de l'Angmar durant le Troisième Âge.

##### Représentants

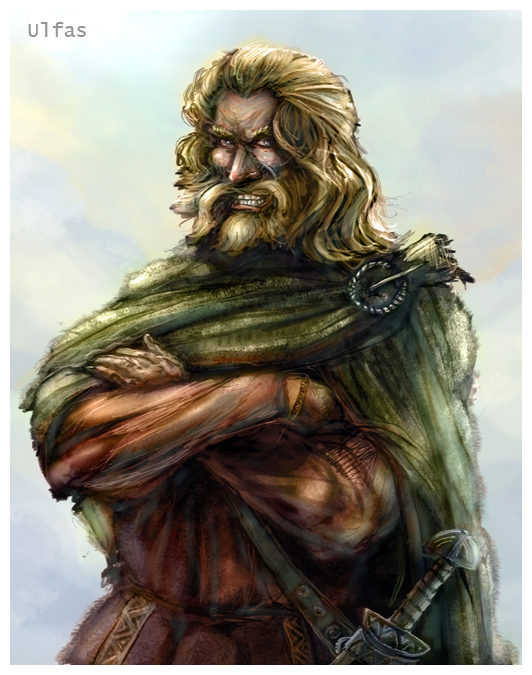
Un portrait de Ulfast par http://merlkir.deviantart.com/ Merlkir

- Bor[55], aussi Bór « le Féal » (en anglais : the Faithful) (420 P. Â. - 472 P. Â.)[Note 2] Nom d'un oriental, né probablement dans l'Est de la Terre du Milieu, chef d'une des premières tribus orientales qui entrèrent en Beleriand, et père de Borthand, Borlad et Borlach. Il jura allégeance à Maedhros et à Maglor, et leur resta fidèle lors de la bataille des Nírnaeth Arnoediad, en 472 P. Â. pendant laquelle il périt. C'était avec Ulfang l'un des plus grands chefs orientaux de cette période[56].
- Borlad[55] (443 P. Â. – 472 P. Â.)[Note 2] Né en 443 avant l'entrée en Beleriand des premiers Orientaux, il est l'aîné des fils de Bor, frère de Borthand et Borlad. Il périt avec sa famille proche en 472 lors des Nírnaeth Arnoediad après avoir tué les fils d'Ulfang : Ulfast et Ulwarth.
- Borlas[57] (443 P. Â. - ?) De même que Boromir, ce nom dû être la phase initiale du nom de l'Oriental qui deviendra Borlad.
- Borlach[55] (445 P. Â. – 472 P. Â.)[Note 2] Second fils de Bor, frère de Borthand et Borlad. Il périt avec sa famille proche en 472 lors des Nírnaeth Arnoediad après avoir tué les fils de Ulfang : Ulfast et Ulwarth.
- Boromir[57] (445 P. Â. - ?) Nom d'un oriental qui apparaît dans La Route perdue et autres textes ; n'apparaissant que dans des textes des années 1930, il est probable (d'après les dates de naissance) que Tolkien l'ait est par la suite remplacé par Borlach.
- Borthand[55], aussi Borthandos[57](447 P. Â. – 472 P. Â.)[Note 2] Troisième et dernier fils de Bor, frère de Borthand et Borlad. Il périt avec sa famille proche en 472 lors des Nírnaeth Arnoediad après avoir tué les fils de Ulfang : Ulfast et Ulwarth.

##### Habitat
Comme la plupart des Orientaux, le peuple de Bor arriva à l'Est de Beleriand, dans une région nommée Lothland ou Lothlann (« pays des fleurs » en sindarin ; de loth : « fleur » et land : « pays », « région »). C'était une région au Nord-Est de Beleriand, bordée au Sud par l'Himring, le royaume de Maedhros, et par celui de Maglor ; à son Ouest se trouve Dorthonion. On ne sait presque rien de cette région.
La Marche de Maedhros était le royaume de Maedhros, centré sur la colline de Himring où celui-ci bâtit une puissante forteresse. Elle se situe dans le nord-est du Beleriand. Cette colline ne sombra pas sous les flots après la destruction du Beleriand, mais devient une île au large du Lindon appelée Himling. C'est là qu'une partie des gens de Bor se regroupèrent, après avoir prêté serment auprès de Maedhros.
La Trouée de Maglor était le royaume de Maglor, un frère de Maedhros. La Trouée de Maglor se situe entre la Marche de Maedhdros (à l'Ouest) et le Thargelion (à l'Est). C'est une région plate où se réunir les Orientaux du peuple de Bor liés à Maglor.

#### Maison de Ulfang
La Maison d'Ulfang était liée autour de l'Oriental Ulfand le Noir (en anglais : the Dark ou the Swart) et de ses fils. Contrairement à la maison de Bor, ils furent corrompus par Morgoth et trahirent les Elfes. On n'a guère d'autres informations sur eux.

##### Représentants
- Ulfang
- Ulfast
- Ulwarth
- Uldor
- Andróg

#### Intrus de Hithlum
Après les Nírnaeth Arnoediad, les Orientaux qui avaient trahi les Elfes et les Edain furent enfermés par Morgoth en Hithlum, sur les terres du peuple de Hador. Ces Orientaux furent appelés Intrus ou parfois « Peuple-Loup » (en anglais : Wolf-Folk).
Les Intrus nommaient alors « Têtes-de-Paille » (en anglais : Strawheads) les gens de Hador, dont ils pillaient les biens et qu'ils réduisaient en esclavage, les parquant « derrière des pallissades, comme du bétail dans un enclos. » À cette époque, les Easterlings interdisaient la langue du peuple décimé de Hador.
Pourtant, malgré des rapports difficiles, les deux peuples entretenaient des ébauches de relations. Ainsi, certains Orientaux (comme Brodda) épousaient de force des femmes du peuple de Hador, « car il y avait peu de femmes » orientales, et qu'« aucune ne se pouvait comparer aux filles des Edain ». De plus, sous l'influence d'Aerin, la femme de Brodda, « on tenait encore en honneur quelques-unes des pratiques charitables d'autrefois » comme l'hospitalité dont bénéficie Túrin lors de son retour à Dor-lomin.
Hithlum sous la domination orientale était divisé : plusieurs seigneurs cohabitaient, dans une plus ou moins bonne entente. Ainsi, Brodda organise des banquets où festoient plusieurs seigneurs :

« Et il [Túrin] pénétra dans la salle du festin, et rejeta son capuchon, et repoussa tous ceux qui se trouvaient sur son passage, il marcha à grands pas jusqu'à la table où siégeait le maître de maison, et sa femme, et d'autres seigneurs des Easterlings. Et certains lui coururent sus mais il les précipita au sol et clama : « Personne n'est-il maître ici, ou est-ce une tanière d'Orque ? Où est le maître de céans ? » »

##### Représentants
- Brodda
- Lorgan

### Troisième Âge

#### Gens-des-Chariots

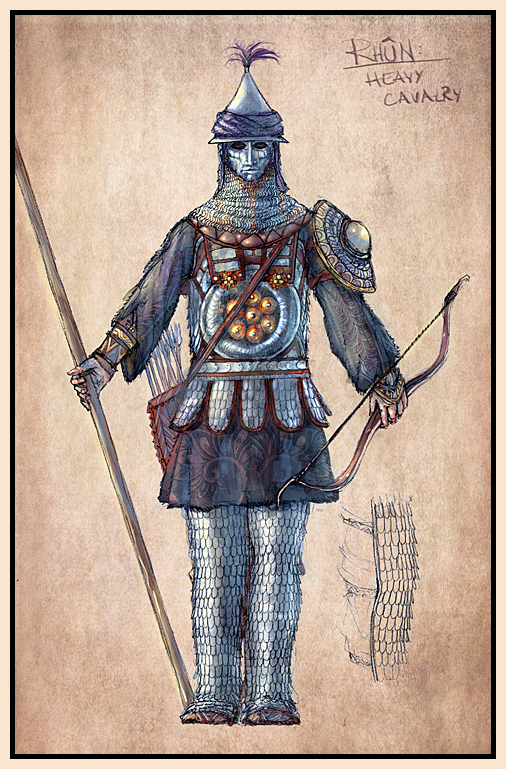
Vision personnelle d'un homme originaire de Rhûn par http://merlkir.deviantart.com/ Merlkir

Les Gens-des-Chariots (Wainriders) étaient une branche d'Orientaux bien mieux armée que les autres, bien que ce soit en réalité une « confédération de peuples », originaires de l'Est, et qui devait son nom au fait qu'ils se déplaçaient à bord de grands chariots, et que leurs chefs combattaient à bord de chars. Ils habitaient au-delà de la mer de Rhûn. Ils étaient ennemis « héréditaires » du Gondor qu'ils harcelèrent pendant près d'un siècle (1851 - 1944) et ne furent vaincus qu'à grand-peine. En 1856, ils vainquirent le roi Narmacil II, qui mourut lors de la bataille dite des Plaines, et les Hommes du Nord du Rhovanion furent réduits en esclavage par les Orientaux. Le successeur de Narmacil, Calimehtar, profita d'une révolte des Northmen pour vaincre les Gens-des-Chariots sur la plaine de Dagorlad. Ceux-ci se réfugièrent au-delà de la mer de Rhûn pour se réorganiser.

« et de l'est, des Hommes venaient sans fin : porteurs d'épées, de lances, d'arcs sur des chevaux, chars de chefs et fourgons chargés. Toute la puissance du Seigneur Ténébreux était en mouvement »

Ils combattaient à l'aide de chars, mais leurs armées comprenaient de nombreux cavaliers redoutables, ainsi que des archers et des fantassins.
Les Gens-des-Chariots s'allièrent alors aux habitants du Khand, région au sud-est du Mordor, qui devaient attaquer le Gondor au sud pendant que les Orientaux l'attaqueraient au nord. Le roi Ondoher, prévenu par Forthwini, seigneur des Hommes du Nord, divisa ses troupes en deux. Il prit la tête de l'armée du nord et confia celle du sud à son cousin Eärnil. Ondoher fut balayé devant la Morannon et il périt, ainsi que ses deux fils Artamir et Faramir ; et les Gens-des-Chariots prirent vers le sud et s'arrêtèrent en Ithilien, où ils établirent leur campement et fêtèrent leur victoire. C'était sans compter avec l'armée d'Eärnil qui, remontant du sud où il avait été victorieux, tomba sur les Orientaux par surprise et les anéantit (1944).
C'étaient des Hommes petits et trapus, à la peau et aux cheveux sombres. Le Silmarillion les dépeint comme des êtres nombreux et ardents au combat.[réf. nécessaire] Ils étaient « avides de conquêtes et de butins » et se multipliaient vite. Leurs camps fortifiés étaient formés de chariots et d'entrepôts de bois. Les femmes, peu nombreuses, restaient au foyer en temps de guerre, mais savaient prendre les armes quand il le fallait, comme lors de la révolte des Northmen. Les Wainriders pratiquaient l'esclavage :

« […] ils [les Northmen révoltés] étaient parvenus à incendier les demeures des Wainriders et leurs entrepôts, et les chariots dont ils se faisaient des camps fortifiés. Mais pour la plupart, ils avaient péri dans l'entreprise ; car ils étaient mal armés, et l'ennemi n'avait pas laissé ses foyers sans défense : aux côtés des jeunes garçons et des hommes d'âge se battaient en effet les jeunes femmes qui, chez ce peuple, étaient formées au maniement des armes, et qui luttèrent avec acharnement pour protéger leurs maisons et leurs enfants. »

##### Balchoth
Les Balchoth, (ou « Horde cruelle » ; du westron balc « horrible » et du sindarin hoth « horde ») étaient un peuple d'Orientaux. C'étaient des gens de Rhovanion, et des parents des Gens-des-Chariots ; de fait, ils utilisaient eux aussi des chariots et chars et étaient alliés au Khand. Ils s'amassaient au Troisième Âge à la lisière sud de la Forêt Noire. On trouve deux références à eux dans les Contes et légendes inachevés :

« Des foules d'hommes s'amassaient le long de la lisière Sud de Mirkwood. […] Pour atteindre le Val d'Anduin il leur [des messagers] fallait passer par le Calenardhon et franchire les Méandres et traverser ensuite des contrées déjà surveillées et patrouillées par les Balchoth. »

« Les Wainriders avaient rassemblé une puissante armée sur les rives sud de la Mer intérieure de Rhûn, renforcée par des gens de Rhovanion, parents à eux, et par leurs nouveaux alliés du Khand. »

Ils participèrent à l'attaque du Gondor sous les ordres de Dol Guldur en 2510 du Troisième Âge, lorsqu'ils envahirent les plaines du Calenardhon (plus tard connu sous le nom de Rohan) et faillirent détruire complètement les armées de Cirion l'Intendant, mais furent vaincus par les Éotheod sous les ordres d'Eorl le Jeune à la Bataille des champs du Celebrant.
Culturellement c'était un peuple assez sauvage, n'utilisant les chevaux que comme bêtes de trait, construisant des chariots. Ils étaient plutôt mal armés, mais très nombreux.

#### Peuple du Nurn
« Ni lui ni Frodon ne savaient rien des grands champs travaillés par des esclaves dans l'extrême sud de ce vaste royaume, au-delà des fumées de la Montagne, près des tristes eaux sombres du Lac Núrnen ; ni des grandes routes qui s'en allaient à l'est et au sud vers des pays tributaires, d'où les soldats de la Tour ramenaient de longs convois de camions chargés de marchandises, de butin et d'esclaves frais. »

Ainsi aux confins du Mordor, autour de la mer de Núrnen travaillaient comme esclaves des Hommes venus d'Orient et du Sud. Après la guerre de l'Anneau et la chute de Sauron, le roi Elessar donna ces terres au peuple qui y travaillait.

#### Autres peuples

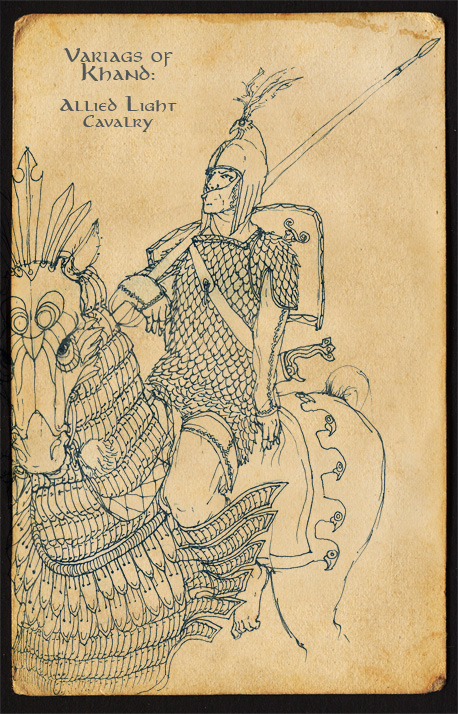
Un Oriental d'un autre type : un cavalier Variag originaire de Khand

Durant la guerre de l'Anneau, après la chute de Cair Andros, Ingold, responsable de la porte du nord-ouest du Rammas Echor fait mention d'Orientaux encore inconnus :

« La nouvelle armée dont nous avions entendu parler est arrivée avant eux[…] et d'innombrables compagnies d'Hommes d'une nouvelle sorte que nous n'avons encore jamais rencontrée. Ils ne sont pas grands, mais larges et sinistres, barbus comme des Nains, et ils manient de grandes haches. Ils viennent, croyons-nous, de quelque terre sauvage de l'Est lointain. »

De plus, il existait de nombreux autres royaumes et États au Sud et à l'Est, mais qui ne sont pas nommés par Tolkien. En effet, on sait qu'à l'époque de la guerre de l'Anneau s'élançaient « des grandes routes qui s'en allaient à l'est et au sud vers des pays tributaires ». Les Contes et légendes inachevés du Troisième Âge viennent appuyer cette affirmation ; ils parlent du Khand et de ses « voisins plus méridionaux » sans directement citer les Haradrim.
Ainsi, le Rhûn n'est pas uniquement peuplé de Gens-des-Chariots, mais aussi d'autres peuples. On le voit dans les premières attaques que subit le Gondor de la part de l'Est : le Gondor est alors confronté à des « Hommes Sauvages venus d'Orient ». Ces Hommes venaient du Nord-Est et utilisaient d'ailleurs des radeaux. De même, lors de la bataille des Champs du Pelennor, on parle d'« Orientaux armés de haches ». On voit donc bien que le terme « Orientaux » est général, il permet de désigner des peuples de l'Est sans nom propre.

## Langues
Les langues orientales étaient sans doute très nombreuses (ainsi, Les Lais du Beleriand comptent plus de dix races en Hithlum !). De ces langues au Premier Âge ne nous parviennent que de rares noms : Bor (parfois Bór), Borlas, Borlach, Borthand (aussi Borthandos) ; les noms de Ulfand (aussi Ulfang) et ses fils Ulwar (Ulwarth), Ulfast, Uldor. Enfin, on trouve aussi les noms Lorgan, Ban et Blodrin,. Il est probable que les noms Orleg et Ulrad soient aussi orientaux. De plus, un passage des Contes et légendes inachevés indique que la langue des Orientaux de Hithlum (Lorgan, Brodda…) était « rude ».
Au Second Âge, les informations que l'on trouve sur ces langues sont encore plus minces. Il est toutefois très possible que le nom Elmar soit oriental.
Le Troisième Âge est plus riche en termes. Dans un premier temps, J. R. R. Tolkien avait imaginé les langues orientales comme ayant été influencées par les langues orques, ou même que celles-ci auraient pour base le noir parler de Sauron.On peut distinguer deux grandes branches de langues, celles de l'Est et celles du Sud.
Des langues de l'Est ne nous sont parvenus que quelques termes. Au vu des brouillions de l'Appendice F du Seigneur des Anneaux, les mots Variag et Khand apparaissent comme étant de vrais termes orientaux (de la langue des Variags). Le -s n'est manifestement pas propre aux langues autochtones. On trouve aussi le mot mûmak, utilisé en Gondor, et sa forme plurielle mûmakil qui n'est présent que dans le corps du texte. Le suffixe -il est peut-être une marque du pluriel.
On trouve aussi le composé Incánus, qui serait le nom donné à Gandalf dans les langues du Harad. Il signifierait « espion du Nord ». On trouve aussi la forme Inka-nus, qui met clairement en évidence la séparation du mot en incâ / inka et nûs. Une note des Contes et légendes inachevés indique la présence d'« un signe sur la dernière lettre de Inka-nus [qui] suggère que la consonne finale se prononçait 'sh' ». Toutefois, Tolkien changea d'avis sur ce nom au cours du temps et lui inventa alors une origine en quenya.
Enfin, il serait possible que les toponymes Nurn et Mer de Núrnen soient orientaux, même si une origine sindarine est plus vraisemblable[réf. nécessaire].

## Adaptations
Les Orientaux font de brèves apparitions dans la trilogie cinématographique Le Seigneur des anneaux de Peter Jackson. Dans Les Deux Tours, lorsque Frodon et Sam arrivent à la Porte Noire, ils voient celle-ci s'ouvrir pour laisser passer une colonne d'Orientaux. Les deux Hobbits manquent de se faire repérer par deux soldats qui se détachent de la formation. Dans Le Retour du roi, lorsque les forces du Mordor franchissent les portes de Minas Tirith, on peut apercevoir au milieu des Orques plusieurs Orientaux foncer arme au clair vers les soldats du Gondor. Gandalf ne les mentionne pas directement lorsqu'il parle à Pippin d'Hommes alliés à Sauron ; cependant, un soldat de Faramir les évoque dans une conversation en Ithilien, alors qu'il consulte une carte. À l'écran, les Orientaux, quelle que soit leur tribu et leur région d'origine, ont tous le même équipement, probablement pour qu'ils soient facilement identifiables. Ils portent des armures couvrant souvent le milieu de la poitrine et tout le ventre ; à cela s'ajoute des genouillères et un casque présentant des sortes de cornes, des canons d'arrière et d'avant-bras, des cuissots, des demi-cnémides, et des protections pour les doigts. Leurs pièces d'armure portent des inscriptions qui ressemblent à un mélange entre le quenya et le persan. Dans les premières versions, les Orientaux portaient des turbans, et leurs casques arboraient des croissants de lune. Mais Peter Jackson demanda que les références au monde réel soient évitées. Au niveau de l'armement, ils manient principalement de longues hallebardes et des boucliers métalliques rectangulaires, et on peut en voir équipés de cimeterres dans la cour de Minas Tirith.
Les Orientaux apparaissent en tant qu'ennemis dans l'adaptation vidéoludique du Retour du roi, dans les niveaux des Champs de Pelennor et de la Porte Noire. Leur équipement et leurs armes sont identiques à ce qu'on peut voir dans les films. On les retrouve en tant que personnages jouables dans Le Seigneur des anneaux : L'Âge des conquêtes, avec une apparence légèrement différente et maniant des arcs. Des mercenaires Orientaux, anciens membres de l'armée régulière, apparaissent en tant qu'alliés dans La Désolation du Mordor, un DLC de La Terre du Milieu : L'Ombre de la guerre. Ils ont leur propre équipement, qui rappelle cependant celui qu'ils utilisent dans les films.
Le jeu de stratégie en temps réel La Bataille pour la Terre du Milieu II, surtout basé sur les films, bien que reprenant certains éléments des livres, fait figurer des Orientaux parmi les unités jouables. De plus, une des cartes jouables est le Rhûn, où se retrouvent des bâtiments censés représenter l'architecture traditionnelle orientale. Ces bâtiments évoquent à la fois une influence asiatique et scandinave. Les casques des Orientaux ressemblent dans ce jeu à ceux des samourai. Les Haradrim sont eux aussi jouables. Un peuple oriental spécifique, les Variags, est mentionné dans l'interface de création de héros, où il est possible de créer un « homme corrompu » vêtu comme un barbare, avec des habits qui ne ressemblent ni à ceux des Orientaux ni à ceux des Haradrim du jeu.
Le jeu The Two Towers (MUD) propose les Orientaux et les Variags parmi les races jouables, séparant les Variags des autres peuples orientaux. Les Variags débutent la partie dans un camp nommé Asubuhi (mot tiré de la langue swahili, où il signifie « matin »), ce nom étant une création de fan qui ne fait directement écho à aucun écrit de Tolkien. Les Orientaux, eux, commencent à l'extérieur de la ville de Tavorus, là encore, un nom inventé. Ils utilisent des chariots, tout comme les Gens-des-Chariots mentionnés dans les livres.
Dans les jeux Games Workshop ainsi que dans les séries de mods autorisés par EA pour la Bataille pour la Terre du Milieu, les Orientaux possèdent leur propre faction, caractérisée par de dangereux archers et des cavaliers meurtriers appelés Cataphractes (en anglais : Kataphrakts), rappelant évidemment les Cataphractaires. Ils possèdent également de puissants chariots, là aussi comme les Gens-des-Chariots des livres.
Dans les Jeux de rôle des Terres du Milieu, il existe différents peuples et tribus d'Orientaux, dont les Sagath, les Logath et les Igath (identifiés aux Gens-des-Chariots), les Asdriags, les Odhriags et les Nuriags (sans doute à rapprocher de Nurn + -iag, suffixe que l'on retrouverait dans Variag), et beaucoup d'autres. La plupart de ces groupes culturels sont plus ou moins en contradiction avec les écrits de Tolkien, décrits comme des cavaliers nomades, plutôt similaires aux Huns, aux Mongols ou aux Scythes de l'histoire réelle. Les « Orientaux armés de haches » qui apparaissent lors de la Bataille des Champs du Pelennor, et qui sont alors comparés à des Nains barbus sont la base d'un race distincte de demi-Nains, les Umli, similaires aux Mul de l'univers de Dungeons & Dragons.
Dans le film d'animation Le Seigneur des Anneaux : La Guerre des Rohirrim, Wulf a parmi ses soldats des mercenaires dont l'armure rappelle celle des Orientaux des films de Peter Jackson. Ils sont identifiés comme étant des Variags. Ils sont cependant pas surnommés "Orientaux" mais "Suderons", un terme généralement réservé aux Haradrim. Il reste cependant approprié géographiquement étant donné que le Khand est au sud-est du Rohan. Ces Variags ont la particularité de chevaucher des mûmakil, qui ne sont pourtant pas originaires du Khand mais du Harad.